# Atrypanius scitulus
Atrypanius scitulus är en skalbaggsart som först beskrevs av Ernst Friedrich Germar 1824.  Atrypanius scitulus ingår i släktet Atrypanius och familjen långhorningar. Inga underarter finns listade.